# Бафија (Месина)
Бафија је насеље у Италији у округу Месина, региону Сицилија.
Према процени из 2011. у насељу је живело 643 становника. Насеље се налази на надморској висини од 500 м.